# DTU Fødevareinstituttet
DTU Fødevareinstituttet er et institut på Danmarks Tekniske Universitet. DTU Fødevareinstituttet forsker i og formidler løsninger inden for fødevarer og sundhed.
Instituttet arbejder tværfagligt samarbejde mellem disciplinerne ernæring, kemi, toksikologi, mikrobiologi, epidemiologi og teknologi.
Visionen er, at DTU Fødevareinstituttet skaber fremtidens velfærd gennem forskning i fødevarer og sundhed. Instituttet arbejder bl.a. med at:
- Forebygge sygdom og fremmer sundhed
- Gøre det muligt at brødføde den voksende befolkning
- Udvikle en bæredygtig fødevareproduktion

DTU Fødevareinstituttet tilbyder følgende uddannelser:
- - Diplomingeniør i fødevareanalyse
  - Bachelor eller fødevareingeniør i fødevarer og ernæring
  - Kandidat i fødevareteknologi
  - Master i fødevarekvalitet og -sikkerhed[1]

## Forskning
DTU Fødevareinstituttet:
- Løser nogle af de største samfundsudfordringer, verden står over
- Leverer forskningsbaseret rådgivning på højeste niveau til nationale og internationale myndigheder og virksomheder
- Udmønter instituttets forskningsresultater i innovation – værdiskabende løsninger til erhverv og myndigheder

## Organisation
DTU Fødevareinstituttets forskningsindsats er fokuseret i 12 forskningsgrupper, hvoraf de 10 indgår i tre faglige afdelinger.
Den forskningsbaserede rådgivning er forankret i én afdeling, Afdelingen for Risikovurdering og Ernæring, som koordinerer rådgivningsarbejdet på tværs af instituttet.
Derudover har instituttet to stabsfunktioner: Institutsekretariatet arbejder med kommunikation ind og ud af instituttet og står for instituttets administrative procedurer og retningslinjer, mens forskningsfremme-enheden understøtter det faglige arbejde med forskning, innovation og rådgivning.
DTU Fødevareinstituttet er geografisk placeret i:
- Lundtofte (Campus DTU).
- Mørkhøj[2]

Instituttet driver også DTU Bryghus.

### Fra sektorforskningsinstitution til universitetsinstitut
Danmarks Fødevareforskning (det nuværende DTU Fødevareinstituttet) var indtil den 1. januar 2007 en sektorforskningsinstitution under Ministeriet for Fødevarer, Landbrug og Fiskeri. Herefter blev det fusioneret med Danmarks Tekniske Universitet og 4 andre tidligere sektorforskningsinstitutioner som en del af den store universitetsfusion.
DTU Fødevareinstituttet har en sammensat fortid og en organisation, der gennem årene mange gange har skullet tilpasse sig skiftende ministerier, regeringer og rammebetingelser – og operere under mange forskellige navne.
Inden instituttet blev en del af Danmarks Tekniske Universitet, som hører under Videnskabsministeriet, har organisationen hørt under både Indenrigsministeriet, Miljøministeriet, Sundhedsministeriet, Fødevareministeriet og Familieministeriet.
Instituttet udspringer også af en række organisationer, der har været både mindre og større, end instituttet er i dag – for eksempel Statens Vitaminlaboratorium, Statens Laboratorium for Pesticidundersøgelser, Statens Levnedsmiddelinstitut, Levnedsmiddelstyrelsen, Veterinær- og Fødevaredirektoratet,
Fødevaredirektoratet og Danmarks Fødevareforskning.
DTU Fødevareinstituttet har udviklet sig fra primært at være et nationalt institut til at være et internationalt førende forsknings- og videncenter på sit felt. Forskningen foregår i stigende grad i internationale netværk og konsortier.